# La Grand-Combe
La Grand-Combe est une commune française située dans le nord du département du Gard, en région Occitanie.
Exposée à un climat méditerranéen, elle est drainée par le Gardon d'Alès  et par un autre cours d'eau. La commune possède un patrimoine naturel remarquable composé d'une zone naturelle d'intérêt écologique, faunistique et floristique.
La Grand-Combe est une commune urbaine qui compte 4 837 habitants en 2022, après avoir connu un pic de population de 14 565 habitants en 1954, à une époque où l'extraction du charbon assure sa prospérité. Elle est ville-centre de l'unité urbaine de La Grand-Combe et fait partie de l'aire d'attraction d'Alès. Ses habitants sont appelés les Grand-Combiens et  Grand-Combiennes.
Le patrimoine architectural de la commune comprend deux  immeubles protégés au titre des monuments historiques : le puits Ricard, inscrit en 2008, et le monument aux morts, inscrit en 2018.

## Géographie

### Localisation
La commune est située dans le nord du département du Gard, au pied des hautes Cévennes gardoises, à une dizaine de kilomètres au nord-ouest d'Alès.

### Communes limitrophes
Les communes limitrophes sont Branoux-les-Taillades, Laval-Pradel, Portes, Sainte-Cécile-d'Andorge et Les Salles-du-Gardon.
| Sainte-Cécile-d'Andorge | Portes               | Laval-Pradel |
| Branoux-les-Taillades   | La Grand-Combe       | Laval-Pradel |
| Les Salles-du-Gardon    | Les Salles-du-Gardon | Laval-Pradel |

### Hydrographie et relief

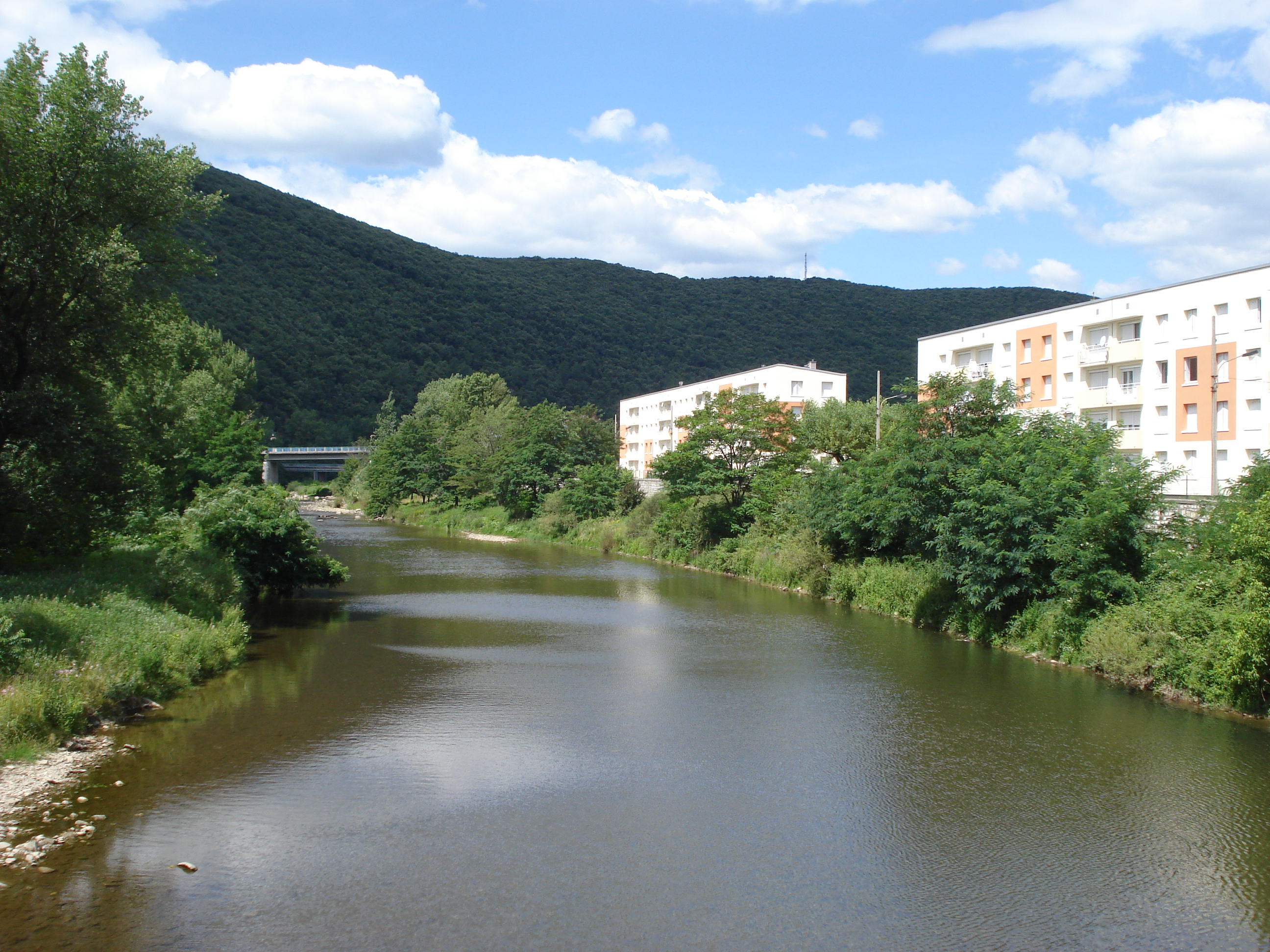
Le Gardon d'Alès à La Grand-Combe.

La commune est située sur la rive gauche du Gardon d'Alès.

### Milieux naturels et biodiversité

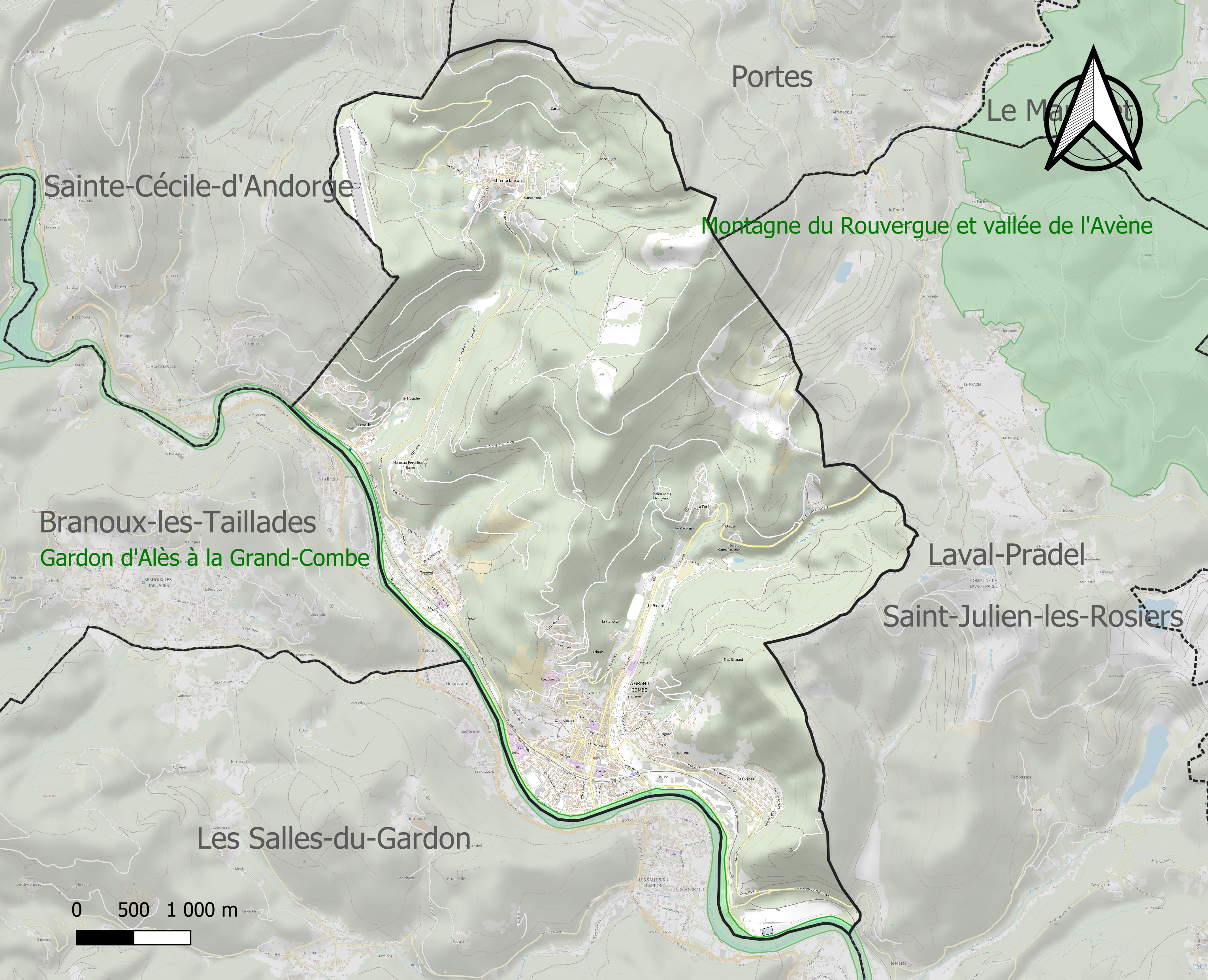
Carte de la ZNIEFF de type 1 localisée sur la commune.

L’inventaire des zones naturelles d'intérêt écologique, faunistique et floristique (ZNIEFF) a pour objectif de réaliser une couverture des zones les plus intéressantes sur le plan écologique, essentiellement dans la perspective d’améliorer la connaissance du patrimoine naturel national et de fournir aux différents décideurs un outil d’aide à la prise en compte de l’environnement dans l’aménagement du territoire.
Une ZNIEFF de type 1 est recensée sur la commune :
le « Gardon d'Alès à la Grand-Combe » (179 ha), couvrant 8 communes dont 7 dans le Gard et 1 dans la Lozère.

### Climat
Pour des articles plus généraux, voir Climat de l'Occitanie et Climat du Gard.
En 2010, le climat de la commune est de type climat méditerranéen franc, selon une étude s'appuyant sur une série de données couvrant la période 1971-2000. En 2020, Météo-France publie une typologie des climats de la France métropolitaine dans laquelle la commune est exposée à un climat de montagne ou de marges de montagne et est dans la région climatique Provence, Languedoc-Roussillon, caractérisée par une pluviométrie faible en été, un très bon ensoleillement (2 600 h/an), un été chaud (21,5 °C), un air très sec en été, sec en toutes saisons, des vents forts (fréquence de 40 à 50 % de vents > 5 m/s) et peu de brouillards.
Pour la période 1971-2000, la température annuelle moyenne est de 13,5 °C, avec une amplitude thermique annuelle de 17,1 °C. Le cumul annuel moyen de précipitations est de 1 241 mm, avec 7,6 jours de précipitations en janvier et 3,9 jours en juillet. Pour la période 1991-2020, la température moyenne annuelle observée sur la station météorologique installée sur la commune est de 13,7 °C et le cumul annuel moyen de précipitations est de 1 414,0 mm,. Pour l'avenir, les paramètres climatiques de la commune estimés pour 2050 selon différents scénarios d'émission de gaz à effet de serre sont consultables sur un site dédié publié par Météo-France en novembre 2022.
| Mois                                  | jan.          | fév.           | mars          | avril         | mai           | juin          | jui.          | août          | sep.          | oct.          | nov.          | déc.          | année      |
| ------------------------------------- | ------------- | -------------- | ------------- | ------------- | ------------- | ------------- | ------------- | ------------- | ------------- | ------------- | ------------- | ------------- | ---------- |
| Température minimale moyenne (°C)     | 2,6           | 2,4            | 5             | 8             | 11,1          | 15,2          | 17,3          | 16,9          | 13,8          | 10,5          | 6,6           | 3,6           | 9,4        |
| Température moyenne (°C)              | 5,7           | 6              | 9,3           | 12,5          | 15,9          | 20,6          | 23,2          | 22,6          | 18,6          | 14,1          | 9,6           | 6,7           | 13,7       |
| Température maximale moyenne (°C)     | 8,8           | 9,5            | 13,5          | 17            | 20,7          | 26            | 29            | 28,2          | 23,4          | 17,7          | 12,6          | 9,7           | 18         |
| Record de froid (°C) date du record   | −7,2 13.01.03 | −10,1 05.02.12 | −9,3 01.03.05 | −0,9 04.04.22 | 2,7 01.05.04  | 8,4 05.06.14  | 10 10.07.07   | 8,8 27.08.11  | 6,7 27.09.12  | 0,1 30.10.08  | −4,2 27.11.10 | −7,7 30.12.05 | −10,1 2012 |
| Record de chaleur (°C) date du record | 19,8 27.01.08 | 21 24.02.20    | 24,5 31.03.12 | 28,3 29.04.05 | 30,9 18.05.22 | 40,2 28.06.19 | 36,7 15.07.22 | 40,1 23.08.23 | 34,3 04.09.16 | 30,2 08.10.23 | 23 16.11.15   | 18,6 30.12.21 | 40,2 2019  |
| Précipitations (mm)                   | 101,2         | 96,9           | 102,8         | 124,3         | 108,6         | 56,5          | 38,4          | 65,4          | 133,7         | 224,4         | 243           | 118,8         | 1 414      |

## Urbanisme

### Typologie
Au 1er janvier 2024, La Grand-Combe est catégorisée petite ville, selon la nouvelle grille communale de densité à sept niveaux définie par l'Insee en 2022.
Elle appartient à l'unité urbaine de La Grand-Combe, une agglomération intra-départementale regroupant quatre  communes, dont elle est ville-centre,,. Par ailleurs la commune fait partie de l'aire d'attraction d'Alès, dont elle est une commune de la couronne,. Cette aire, qui regroupe 64 communes, est catégorisée dans les aires de 50 000 à moins de 200 000 habitants,.

### Occupation des sols
L'occupation des sols de la commune, telle qu'elle ressort de la base de données européenne d’occupation biophysique des sols Corine Land Cover (CLC), est marquée par l'importance des forêts et milieux semi-naturels (77,6 % en 2018), en augmentation par rapport à 1990 (50 %). La répartition détaillée en 2018 est la suivante : 
forêts (73,5 %), zones urbanisées (17,9 %), milieux à végétation arbustive et/ou herbacée (4,2 %), zones industrielles ou commerciales et réseaux de communication (4,1 %), mines, décharges et chantiers (0,4 %). L'évolution de l’occupation des sols de la commune et de ses infrastructures peut être observée sur les différentes représentations cartographiques du territoire : la carte de Cassini (XVIIIe siècle), la carte d'état-major (1820-1866) et les cartes ou photos aériennes de l'IGN pour la période actuelle (1950 à aujourd'hui).

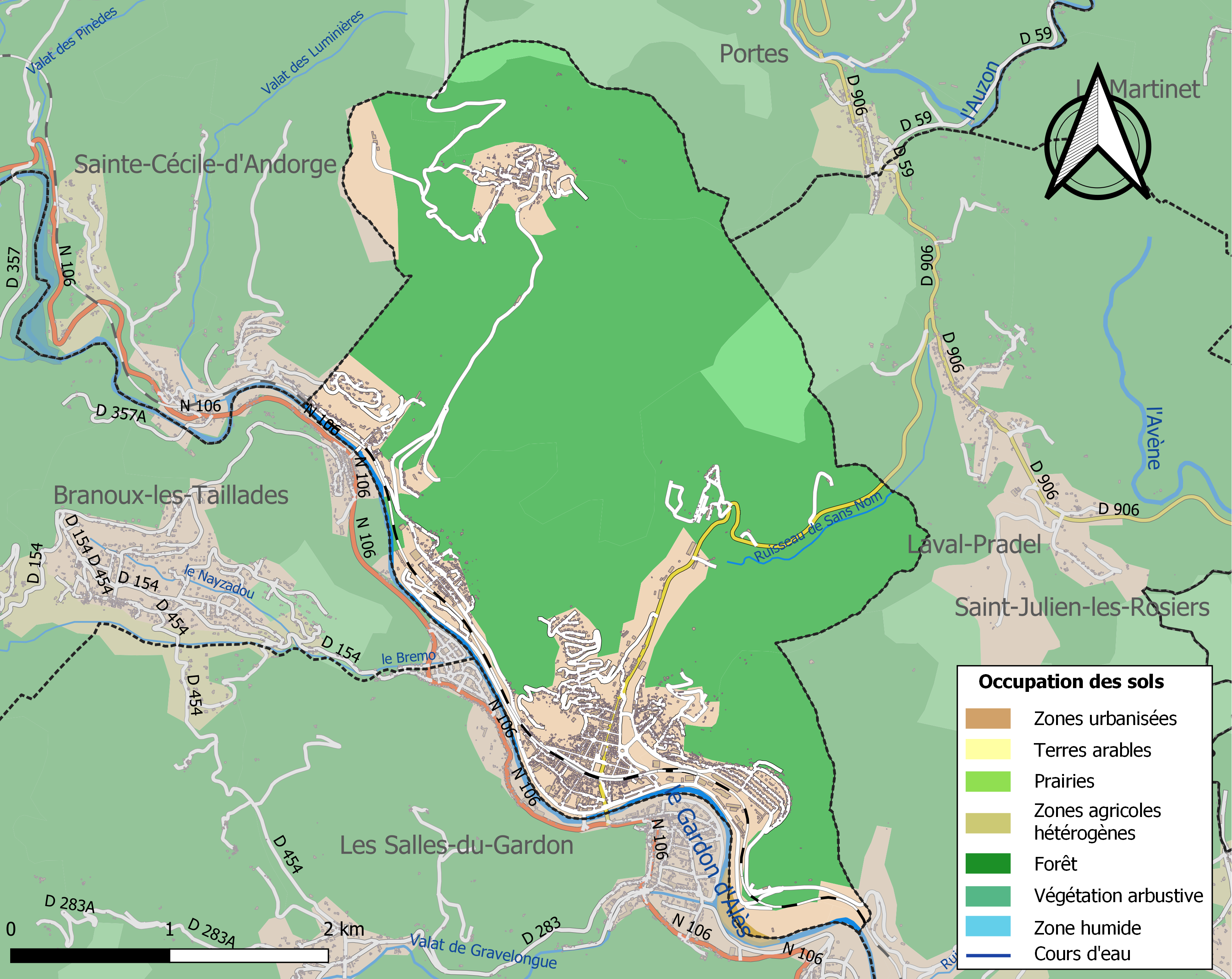
Carte des infrastructures et de l'occupation des sols de la commune en 2018 (CLC).

### Voies de communication et transports

#### Axes ferroviaires
La gare de Grand'Combe-La Pise et la gare de La Levade, toutes deux dans le territoire communal de la Grand-Combe, sont situées sur la ligne de Saint-Germain-des-Fossés à Nîmes-Courbessac.

#### Transports en commun
La ville est desservie par les Nouveaux Transports en Commun Cévenols, aussi appelés NTECC, officiellement rebaptisés ALES'Y depuis le 22 avril 2021.

### Risques majeurs
Le territoire de la commune de La Grand-Combe est vulnérable à différents aléas naturels : météorologiques (tempête, orage, neige, grand froid, canicule ou sécheresse), inondations, feux de forêts, mouvements de terrains et séisme (sismicité faible). Il est également exposé à deux risques technologiques,  le transport de matières dangereuses et la rupture d'un barrage, et à un risque particulier : le risque de radon. Un site publié par le BRGM permet d'évaluer simplement et rapidement les risques d'un bien localisé soit par son adresse soit par le numéro de sa parcelle.

#### Risques naturels
La commune fait partie du territoire à risques importants d'inondation (TRI) d'Alès, regroupant 37 communes autour d'Alès, un des 31 TRI qui ont été arrêtés fin 2012 sur le bassin Rhône-Méditerranée, retenu au regard des risques de débordements de la Cèze et des Gardons. Parmi les dernières crues significatives qui ont touché le territoire figurent celles de 1958 et de septembre 2002. Des cartes des surfaces inondables ont été établies pour trois scénarios : fréquent (crue de temps de retour de 10 ans à 30 ans), moyen (temps de retour de 100 ans à 300 ans) et extrême (temps de retour de l'ordre de 1 000 ans, qui met en défaut tout système de protection),. La commune a été reconnue en état de catastrophe naturelle au titre des dommages causés par les inondations et coulées de boue survenues en 1982, 1992, 1995, 2002, 2008 et 2015,.

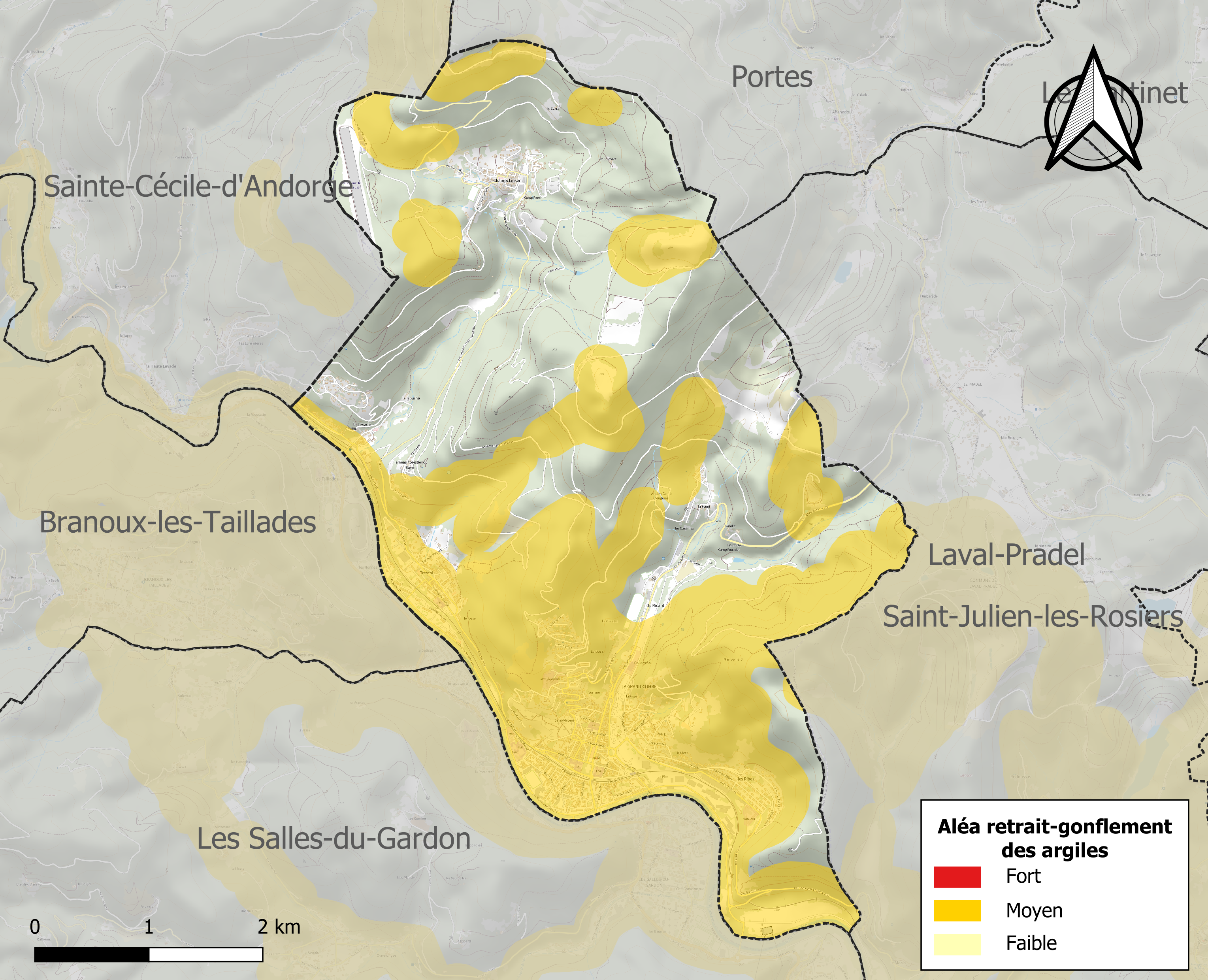
Carte des zones d'aléa retrait-gonflement des sols argileux de La Grand-Combe.

La commune est vulnérable au risque de mouvements de terrains constitué principalement du retrait-gonflement des sols argileux. Cet aléa est susceptible d'engendrer des dommages importants aux bâtiments en cas d’alternance de périodes de sécheresse et de pluie. 51,6 % de la superficie communale est en aléa moyen ou fort (67,5 % au niveau départemental et 48,5 % au niveau national). Sur les 737 bâtiments dénombrés sur la commune en 2019, 594 sont en aléa moyen ou fort, soit 81 %, à comparer aux 90 % au niveau départemental et 54 % au niveau national. Une cartographie de l'exposition du territoire national au retrait gonflement des sols argileux est disponible sur le site du BRGM,.
Par ailleurs, afin de mieux appréhender le risque d’affaissement de terrain, l'inventaire national des cavités souterraines permet de localiser celles situées sur la commune.

#### Risques technologiques
Le risque de transport de matières dangereuses sur la commune est lié à sa traversée par des infrastructures routières ou ferroviaires importantes ou la présence d'une canalisation de transport d'hydrocarbures. Un accident se produisant sur de telles infrastructures est en effet susceptible d’avoir des effets graves au bâti ou aux personnes jusqu’à 350 m, selon la nature du matériau transporté. Des dispositions d’urbanisme peuvent être préconisées en conséquence.
La commune est en outre située en aval du barrage de Sainte-Cécile-d'Andorge, un ouvrage de classe A doté d'un PPI. À ce titre elle est susceptible d’être touchée par l’onde de submersion consécutive à la rupture de cet ouvrage.

#### Risque particulier
Dans plusieurs parties du territoire national, le radon, accumulé dans certains logements ou autres locaux, peut constituer une source significative d’exposition de la population aux rayonnements ionisants. Certaines communes du département sont concernées par le risque radon à un niveau plus ou moins élevé. Selon la classification de 2018, la commune de La Grand-Combe est classée en zone 3, à savoir zone à potentiel radon significatif.

## Toponymie
L'élément Combe représente une francisation du terme occitan combo, mot féminin, signifiant « vallée ». Il remonte au gaulois * cumba de même sens. Ce mot est aussi attesté anciennement en français, où il a été employé par des écrivains, mais il s'agit d'un emprunt au franco-provençal ou à l'occitan. C'est pourquoi il est absent des toponymies médiévales et plus contemporaines du Nord de la France. En revanche, le type la Combe (la Co(u)me en Gascogne) est fréquent dans la toponymie du Midi, des Alpes et du Jura.
En français moderne, combe a pris le sens savant et spécialisé de « vallée creusée le long d'une structure anticlinale ». La forme Grand-Combe sans e final à grand est un archaïsme datant de l'époque où cet adjectif était invariable. On le retrouve dans grand-mère, grand-messe, grand-rue, La Grand-Croix (Loire), Grand-Croix de la Légion d'honneur, « ce n'est pas grand-chose ». Il n'y a pas eu élision du e mais cette lettre a été ajoutée en français moderne pour uniformiser tous les féminins. L'apostrophe, souvent utilisée dans ce cas au XIXe siècle, n'a donc pas lieu d'être. C'est pourquoi elle a été remplacée au XXe siècle par un trait d'union.
Mais aussi selon Frédéric Mistral et Jules Ronjat :
Occitan La Grand-Coumbo, du bas latin Grandis Cumba.
Racine occitane coumbo, coumo (en gascon), coume (en béarnais), combo (en dauphinois), du roman cumba, comba, coma, du bas latin cumba, du sanscrit kumba : vallée profonde et resserrée, vallée encaissée. En français moderne, combe est un terme de géomorphologie, son antonyme est cluse.
Racine occitane grand, grond (en rouergat et dauphimois), du roman gran (catalan), grande (espagnol, portugais et italien), du latin grandis : grand. Grand en occitan s'emploie souvent invariable : un ome grand, un homme grand ; uno grando bouco ou uno grand bouco, une grande bouche ; uno grand persouno, une grande personne.

### Préhistoire

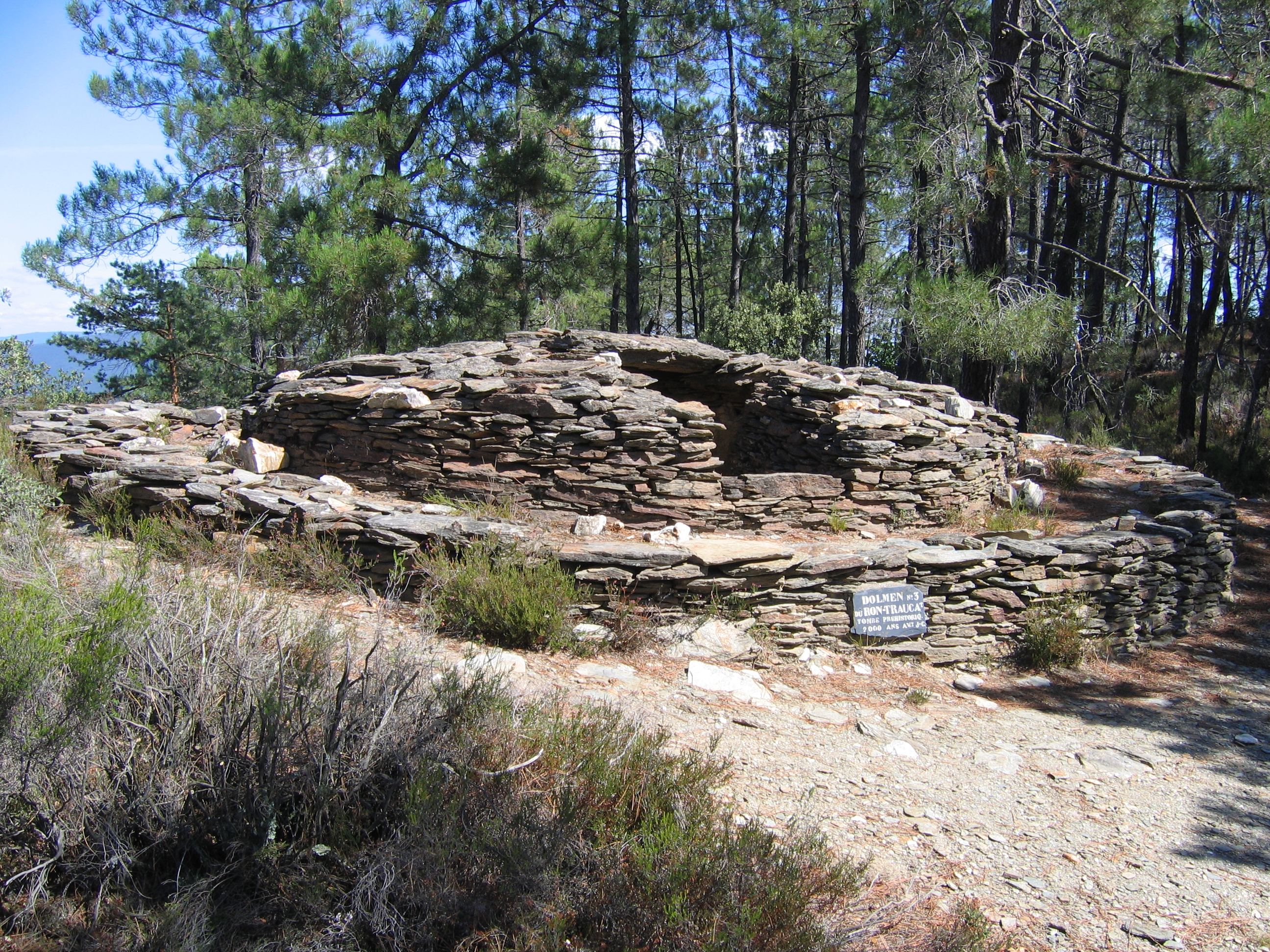
Dolmen du Ronc Traoucat.

### Révolution française et Empire

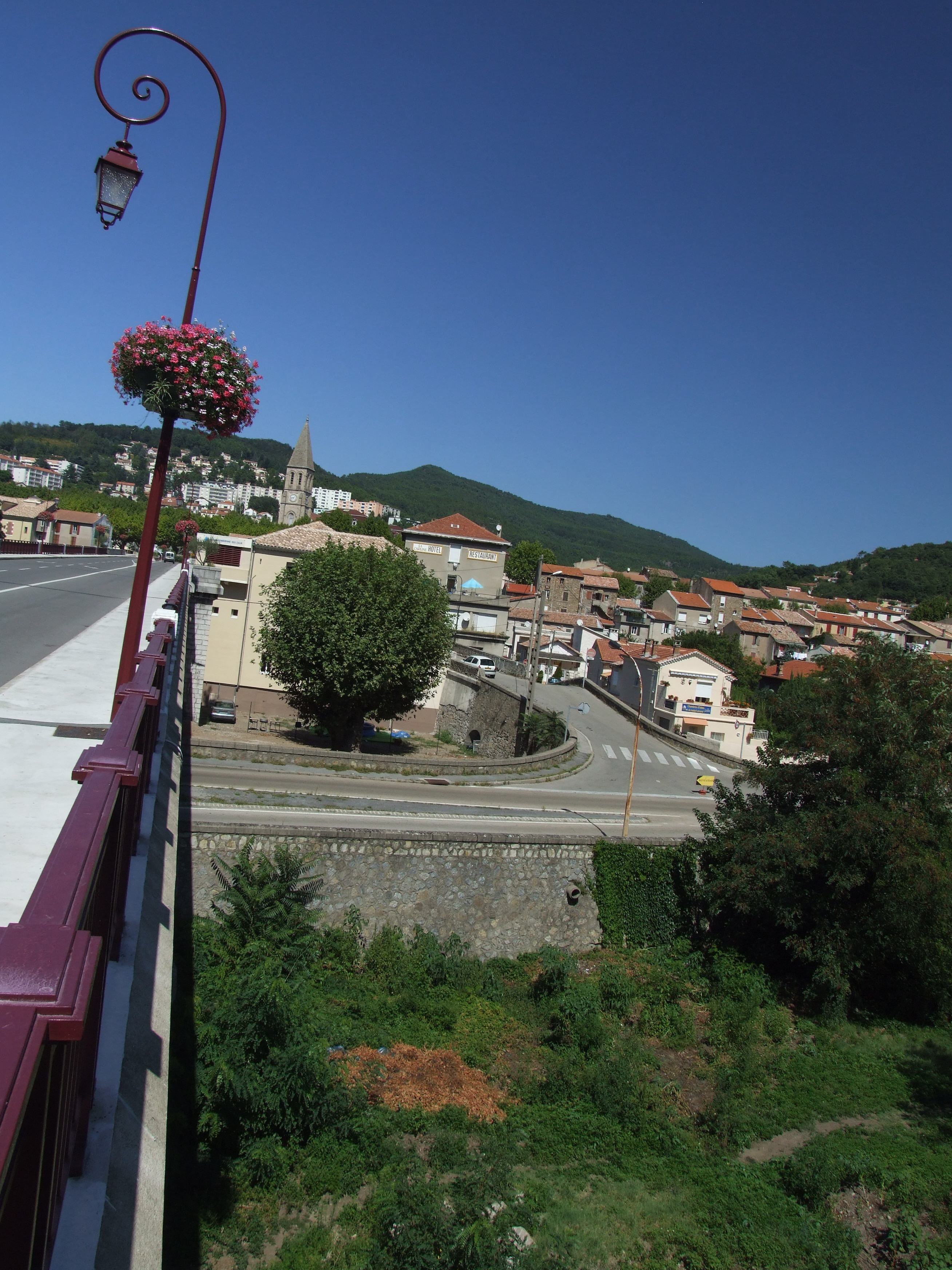
Pont de Soustelle.

## Histoire

### Époque contemporaine

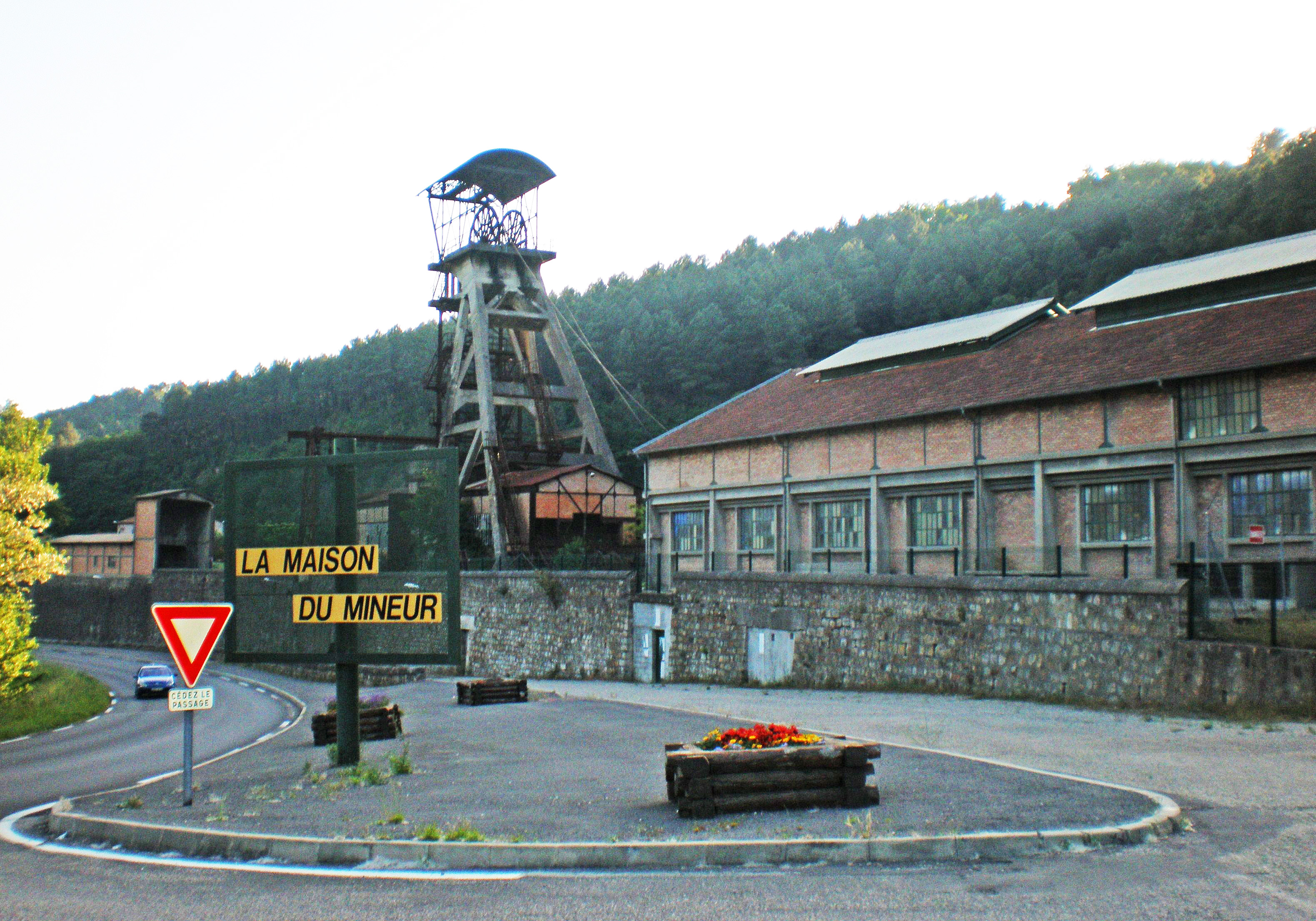
La maison du Mineur,
ancien site de la mine du puits Ricard.

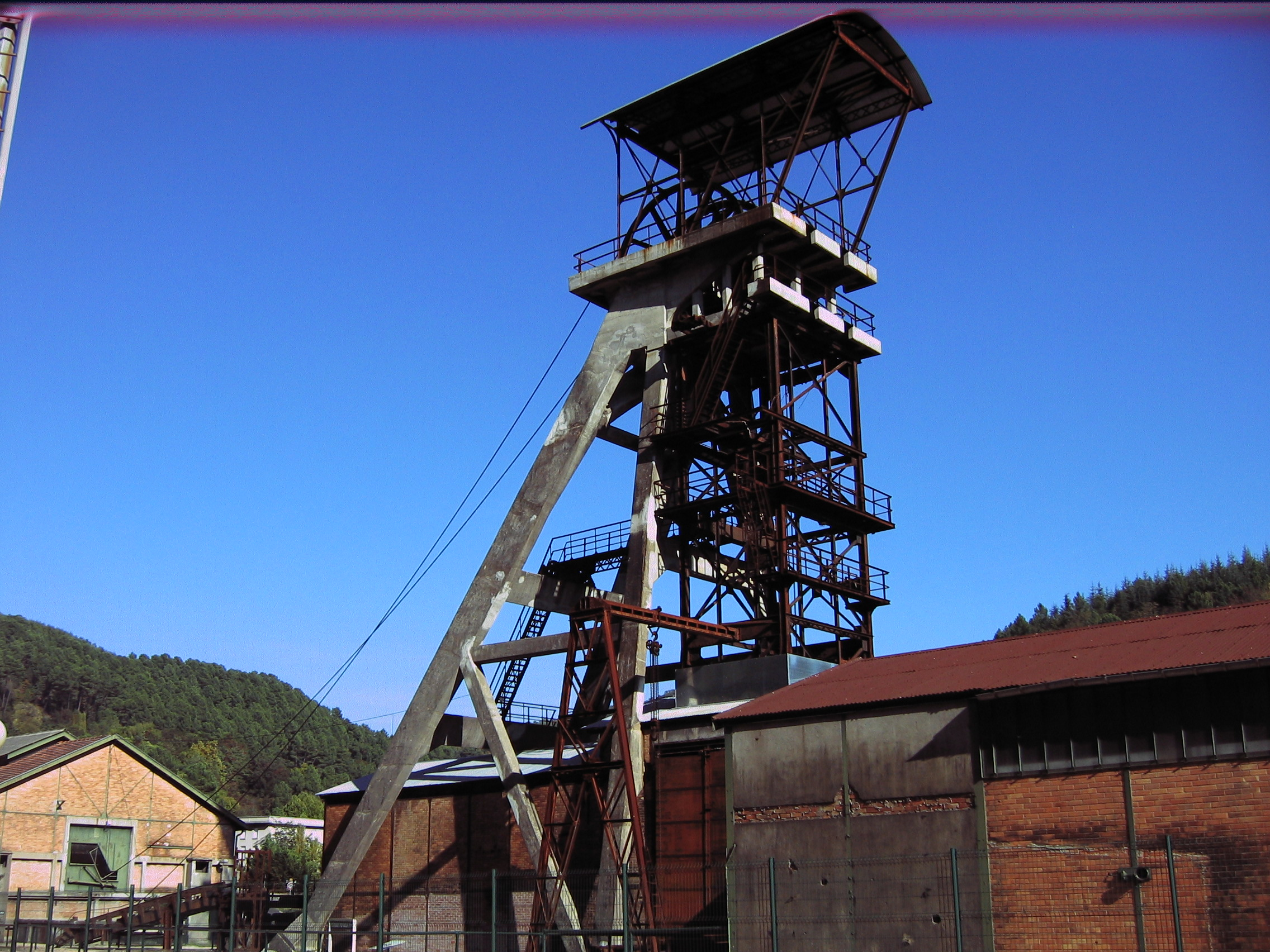
Chevalement de la mine du puits Ricard.

La Grand-Combe est une ville surgie pendant la révolution industrielle, érigée en commune en 1846, à partir des territoires des communes de Laval, Portes, Sainte-Cécile-d'Andorge et Les Salles-du-Gardon. La vallée fut l'un des berceaux de l'exploitation des mines de charbon des Cévennes, dès le Moyen Âge, mais c'est véritablement vers 1780 sous l'impulsion de Pierre-François Tubeuf que démarra une exploitation proto-industrielle beaucoup plus rationalisée avec fonçage de puits, boisage des galeries etc.
La compagnie des Mines de la Grand’Combe et des chemins de fer du Gard fut créée en 1836 par le capitaine d'industrie Paulin Talabot (1799-1885). Ainsi dès 1841, La Grand-Combe et Alès sont reliées au réseau sur l'actuelle ligne des Cévennes, pour désenclaver les gisements de charbon du bassin houiller d'Alès. La « ligne des Cévennes » est prolongée en 1867 jusqu'à Villefort via Chamborigaud puis en 1870 jusqu'à Brioude via Langogne. La Grand-Combe devient chef-lieu de canton en 1858. Tout au long de son histoire, la compagnie des mines de la Grand-Combe est prospère. C'est une entreprise commerciale de premier plan qui alimente en charbon la marine nationale et marchande, ainsi que les chemins de fer. Elle flanque ses briquettes d'une ancre de marine, qui est sa marque en Méditerranée. Son « boulet le croissant » chauffe les maisons à Marseille et dans de nombreuses villes en France. La compagnie de la Grand'Combe a pratiqué « paternalisme » à grande-échelle, notamment sous la direction de François Beau (1850-1863), une doctrine sociale fondée sur la satisfaction des besoins matériels et spirituels de la main-d'œuvre qu'elle veut s'attacher. L'ouvrier est pris en charge de la naissance à la mort : il a droit à la gratuité du logement, du chauffage, de la scolarité, des soins, à des vivres à prix coûtant, il touche un très bon salaire. En échange il doit se plier à une morale et une pratique religieuse sans faille. De sorte qu'on peut dire qu'il y a eu à la Grand-Combe une alliance entre le trône et l'autel jusqu'à la Première Guerre mondiale. Son église édifiée de 1856 à 1864 en est la meilleure preuve. La plus grande église du Gard est une véritable " cathédrale ". Les protestants ne sont toutefois pas oubliés puisque la compagnie construit pour eux en 1868 un temple à colonnade au quartier de Trescol.  À la "Belle Époque", elle construit aussi un grand kiosque à musique sur l'esplanade de l'église.
Tandis que le niveau des rendements des autres compagnies minières stagne, celui de la compagnie des mines de la Grand'Combe reste élevé (près de 1 000 000 de tonnes annuellement).
Après 1918, la ville tend à élire des maires plus indépendants de la compagnie, et se dote de municipalités socialistes. Germain Soustelle, SFIO, est élu en 1935 avec l’alliance communiste. Durant la Seconde Guerre mondiale, il se rallie en façade au régime de Vichy ; mais la préfecture lui reproche de ménager les membres du PCF et ordonne sa révocation dès 1941. Une délégation spéciale est nommé pour le remplacer, avec à sa tête Auguste Thomas, un ingénieur de tendance nationaliste. Le 14 juin 1944, les FTP de Basse-Lozère occupent pendant quelques heures la ville, et repartent avec un important butin en vivres et matériel. Ce coup d’éclat, et l’exécution par les mêmes du président de la délégation spéciale du village voisin de Laval, poussent Auguste Thomas à démissionner le 28 juin, pour raisons médicale (dépression nerveuse) ; quelques jours plus tard, le conseil démissionne en bloc.
La nationalisation intervenue en 1946 regroupe toutes les compagnies privées.
Lors de la grande grève des mineurs de 1948, des affrontements ont lieu entre grévistes qui occupent le puits Ricard avec un piquet de grève, et la compagnie républicaine de sécurité (CRS) no 161, de Marseille. Le matin du 21 octobre, le carreau de mine est expulsé sur ordre du ministre socialiste Jules Moch. L'après-midi, une importante manifestation de mineurs pour la réoccupation du puits a lieu. Les affrontements sont extrêmement violents, et les manifestants débordent les CRS qui sont submergés et battus par les mineurs. Refluant, ils sautent ou sont jetés du haut d'un mur de 6 ou 10 mètres de haut. 14 CRS sont gravement blessés, 56 plus légèrement. Aucun coup de feu n'est tiré ce jour-là, et on ne connait pas le bilan des blessés chez les mineurs. Les grévistes occupant le puits Ricard sont finalement évacués à l'aide de blindés,.
Les Houillères du bassin des Cévennes créées par la nationalisation embauchent et modernisent certains puits jugés plus rentables. Un record de production est atteint en 1958 avec 3 300 000 tonnes avec un effectif de 20 000 ouvriers sur l'ensemble du bassin houiller d'Alès-La Grand-Combe. La ville atteint 17 000 habitants en 1960. De nombreux logements sociaux et immeubles modernes pour loger les ouvriers sont construits à cette époque, notamment au quartier du Trescol. Ce quartier, bien que fortement réhabilité au début des années 2000, est aujourd'hui défavorisé (plus de 50 % de pauvreté) et est classé en quartier prioritaire.
Cependant, cette période euphorique n'est que de courte durée. La concurrence d'autres sources d'énergie, le pétrole notamment, et les plans quinquennaux qui programment la fin du charbon en France contribuent à des fermetures de puits. Et l'on parle très vite de licenciements, de reconversions.. et à nouveau d'exode pour les Cévenols qui s'étaient accrochés au pays et à leur métier hors norme.
Au cours des années 1960 et 70, les puits ferment les uns après les autres. En 1968, le site de Rochebelle à Alès est fermé, en 1978 fermeture du puits Ricard, le puits Destival (sur Alès) en 1984 et la fermeture du puits des Oules en 1985 marquent la fin de l'exploitation du charbon dans les Cévennes.
La Grand-Combe reste une ville très sinistrée depuis la cessation des activités des mines, ayant du mal à se reconvertir économiquement, la ville se vide peu à peu de près des deux tiers de ses habitants et atteint aujourd'hui (en 2022) à peine 4 837 habitants (contre près de 15 000 au début des années 60). Le taux de chômage y est très important (près de 40 %), un des taux records de France.
Cependant, depuis quelques années, l'hémorragie semble s'être ralentie, le déclin s'est arrêté et La Grand-Combe peut regarder l'avenir avec beaucoup plus d'optimisme. L'activité économique se tourne aujourd'hui vers les nouvelles technologie de pointe et vers le tourisme. Ainsi, en 2019, un stérile minier de près de 8 hectares est reconverti en ferme photovoltaïque de 5 MW de puissance de crête.
L'ensemble des installations minières du puits Ricard est classé monument historique depuis un arrêté du 14 mai 2008. Ainsi, l'empreinte sociale et industrielle minière de ce territoire est reconnue comme patrimoine national et va avoir les moyens de parcourir le temps.

### Liste des maires

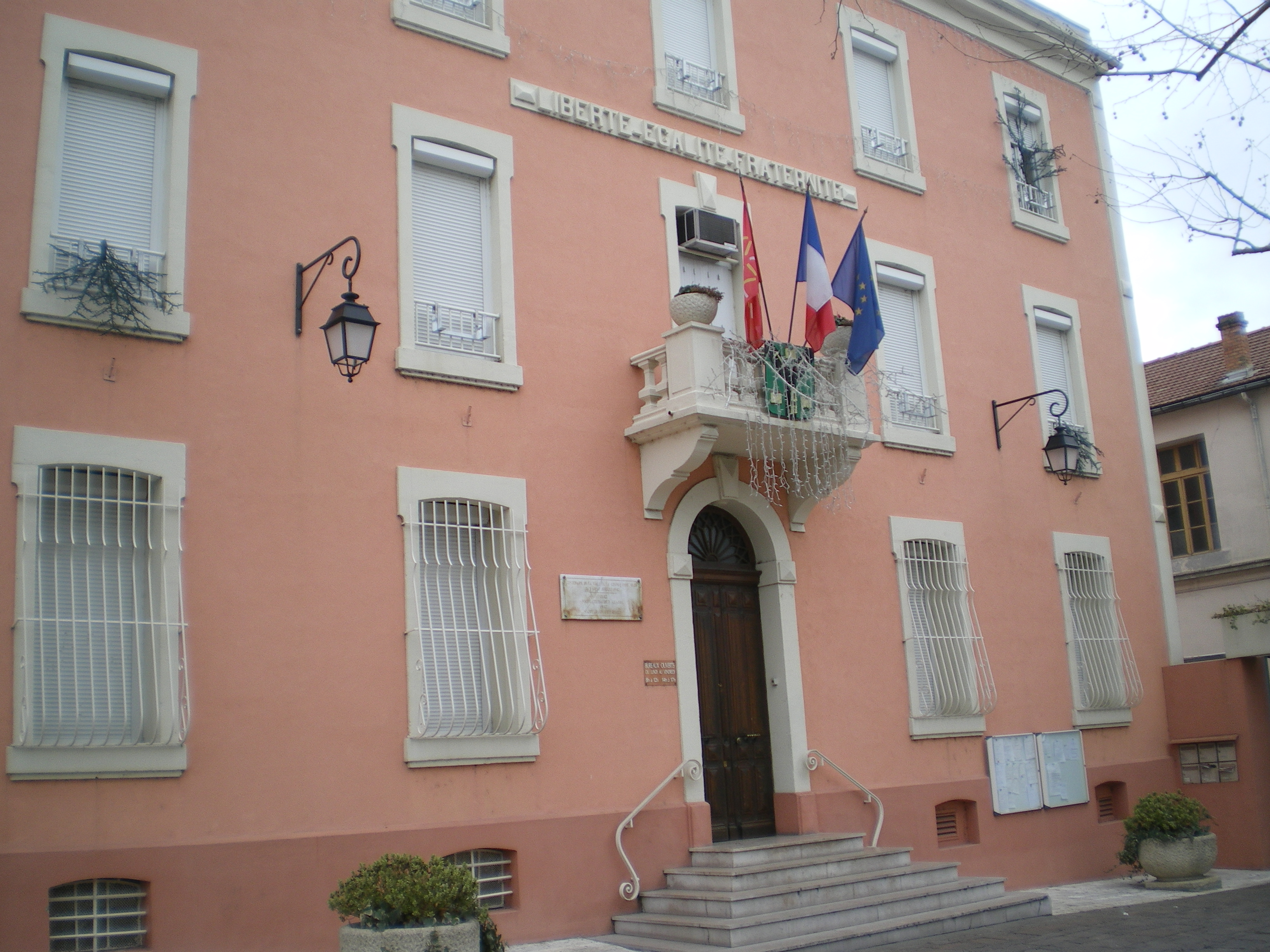
L'hôtel de ville.

## Politique et administration

### Jumelages
Solms (Allemagne)

## Population et société

### Démographie
L'évolution du nombre d'habitants est connue à travers les recensements de la population effectués dans la commune depuis 1846. Pour les communes de moins de 10 000 habitants, une enquête de recensement portant sur toute la population est réalisée tous les cinq ans, les populations de référence des années intermédiaires étant quant à elles estimées par interpolation ou extrapolation. Pour la commune, le premier recensement exhaustif entrant dans le cadre du nouveau dispositif a été réalisé en 2007.

En 2022, la commune comptait 4 837 habitants, en évolution de −4,9 % par rapport à 2016 (Gard : +2,97 %, France hors Mayotte : +2,11 %).
| 1846  | 1851  | 1856  | 1861  | 1866  | 1872  | 1876   | 1881   | 1886   |
| ----- | ----- | ----- | ----- | ----- | ----- | ------ | ------ | ------ |
| 4 011 | 4 730 | 6 315 | 7 780 | 9 362 | 8 872 | 10 152 | 12 138 | 11 341 |

| 1891   | 1896   | 1901   | 1906   | 1911   | 1921   | 1926   | 1931   | 1936   |
| ------ | ------ | ------ | ------ | ------ | ------ | ------ | ------ | ------ |
| 13 141 | 13 358 | 11 484 | 11 292 | 11 547 | 11 232 | 12 378 | 12 116 | 12 343 |

| 1946   | 1954   | 1962   | 1968   | 1975   | 1982  | 1990  | 1999  | 2006  |
| ------ | ------ | ------ | ------ | ------ | ----- | ----- | ----- | ----- |
| 14 165 | 14 565 | 14 440 | 13 240 | 10 452 | 8 329 | 7 107 | 5 800 | 5 332 |

| 2007  | 2012  | 2017  | 2022  | - | - | - | - | - |
| ----- | ----- | ----- | ----- | - | - | - | - | - |
| 5 266 | 5 229 | 5 041 | 4 837 | - | - | - | - | - |

En moins de cinquante ans, La Grand-Combe a perdu près des deux tiers de ses habitants. Ce qui donne un côté grande ville avec de nombreux immeubles modernes et barres HLM, pour cette commune peuplée seulement de 4837 habitants.

### Santé
La ville est dotée d’une maison de santé inaugurée en 2018 sous le nom de « maison de santé Simone Veil ». Celle-ci dispose d’une grande variété de professions médicales et paramédicales.

### Sports
La ville est fière de disposer d’un stade nommé "André Drulhon", d’une salle nommée "Denis Aigon" où se déroule toutes sortes d’activités, handball, basket-ball ou encore gala de musique/danse, et du camp de la planète aussi appelé "le camp planète" où peuvent se jouer, le basket-ball, le tennis, la course à pied, et même le football, dans un cadre entouré de pin afin de profiter au maximum de son activité.

## Économie

### Revenus
En 2018  (données Insee publiées en septembre 2021), la commune compte 2 023 ménages fiscaux, regroupant 3 942 personnes. La médiane du revenu disponible par unité de consommation est de 14 500 € (20 020 € dans le département). 19 % des ménages fiscaux sont imposés (43,9 % dans le département).

### Emploi
|                | 2008   | 2013   | 2018   |
| -------------- | ------ | ------ | ------ |
| Commune        | 17,6 % | 22,5 % | 23,2 % |
| Département    | 10,6 % | 12 %   | 12 %   |
| France entière | 8,3 %  | 10 %   | 10 %   |

En 2018, la population âgée de 15 à 64 ans s'élève à 2 806 personnes, parmi lesquelles on compte 57,7 % d'actifs (34,5 % ayant un emploi et 23,2 % de chômeurs) et 42,3 % d'inactifs,. Depuis 2008, le taux de chômage communal (au sens du recensement) des 15-64 ans est supérieur à celui de la France et du département.
La commune fait partie de la couronne de l'aire d'attraction d'Alès, du fait qu'au moins 15 % des actifs travaillent dans le pôle,. Elle compte 1 228 emplois en 2018, contre 1 429 en 2013 et 1 571 en 2008. Le nombre d'actifs ayant un emploi résidant dans la commune est de 985, soit un indicateur de concentration d'emploi de 124,6 % et un taux d'activité parmi les 15 ans ou plus de 39,3 %.
Sur ces 985 actifs de 15 ans ou plus ayant un emploi, 419 travaillent dans la commune, soit 43 % des habitants. Pour se rendre au travail, 84,6 % des habitants utilisent un véhicule personnel ou de fonction à quatre roues, 2,4 % les transports en commun, 8,4 % s'y rendent en deux-roues, à vélo ou à pied et 4,6 % n'ont pas besoin de transport (travail au domicile).

### Activités

#### Secteurs d'activités
301 établissements sont implantés  à la Grand-Combe au 31 décembre 2019. Le tableau ci-dessous en détaille le nombre par secteur d'activité et compare les ratios avec ceux du département,.
| Secteur d'activité                                                                                        | Commune | Commune | Département |
| Secteur d'activité                                                                                        | Nombre  | %       | %           |
| --- | ------- | ------- | ----------- |
| Ensemble                                                                                                  | 301     | 100 %   | (100 %)     |
| Industrie manufacturière, industries extractives et autres                                                | 27      | 9 %     | (7,9 %)     |
| Construction                                                                                              | 61      | 20,3 %  | (15,5 %)    |
| Commerce de gros et de détail, transports, hébergement et restauration                                    | 79      | 26,2 %  | (30 %)      |
| Information et communication                                                                              | 9       | 3 %     | (2,2 %)     |
| Activités financières et d'assurance                                                                      | 5       | 1,7 %   | (3 %)       |
| Activités immobilières                                                                                    | 12      | 4 %     | (4,1 %)     |
| Activités spécialisées, scientifiques et techniques et activités de services administratifs et de soutien | 18      | 6 %     | (14,9 %)    |
| Administration publique, enseignement, santé humaine et action sociale                                    | 70      | 23,3 %  | (13,5 %)    |
| Autres activités de services                                                                              | 20      | 6,6 %   | (8,8 %)     |

Le secteur du commerce de gros et de détail, des transports, de l'hébergement et de la restauration est prépondérant sur la commune puisqu'il représente 26,2 % du nombre total d'établissements de la commune (79 sur les 301 entreprises implantées à La Grand-Combe), contre 30 % au niveau départemental.

#### Entreprises et commerces
Les quatre entreprises ayant leur siège social sur le territoire communal qui génèrent le plus de chiffre d'affaires en 2020 sont : 
- Istrim, supermarchés (11 280 k€)
- Pharmacie Du Marche, commerce de détail de produits pharmaceutiques en magasin spécialisé (876 k€)
- MS Industrie, travaux de montage de structures métalliques (628 k€)
- Les Falaises D Or - Fdo, exploitation de gravières et sablières, extraction d'argiles et de kaolin (157 k€).

#### Histoire
L'économie de la ville était entièrement basée sur les mines, jusqu'à leur fermeture dans les années 1970, ce qui a indirectement entraîné la fermeture des usines dans les années 1990, ce qui a sinistré l'économie de La Grand-Combe pour les décennies suivantes. En 2019, le taux de chômage était de 40.2%, ce qui en fait le plus haut taux de chômage pour une ville de plus de 1000 habitants en France métropolitaine.

#### Agriculture
Aucune exploitation agricole ayant son siège dans la commune n'est recensée lors du recensement agricole de 2020 (trois en 1988),.

## Culture locale et patrimoine

### Édifices civils
- Château de Portes à Portes (Gard), classé monument historique.
- Vestiges des plans inclinés de la Compagnie minière de Portes et Sénéchas sur la commune de Sainte-Cécile-d'Andorge avec les tours des Pinèdes et du Simonet.
- L'ancien carreau du puits Ricard
- Gare de Grand'Combe-La Pise et Gare de La Levade, gares ferroviaires de la ligne de Saint-Germain-des-Fossés à Nîmes-Courbessac (également appelée Ligne des Cévennes), située à La Levade, écart de la commune de La Grand-Combe.
- Monument aux morts de la Première Guerre mondiale, œuvre de Maxime Real del Sarte et Roger de Villiers, inscrit monument historique

### Édifices religieux
- Église Sainte-Barbe de la Levade.
- Église Saint-Joseph du Trescol.

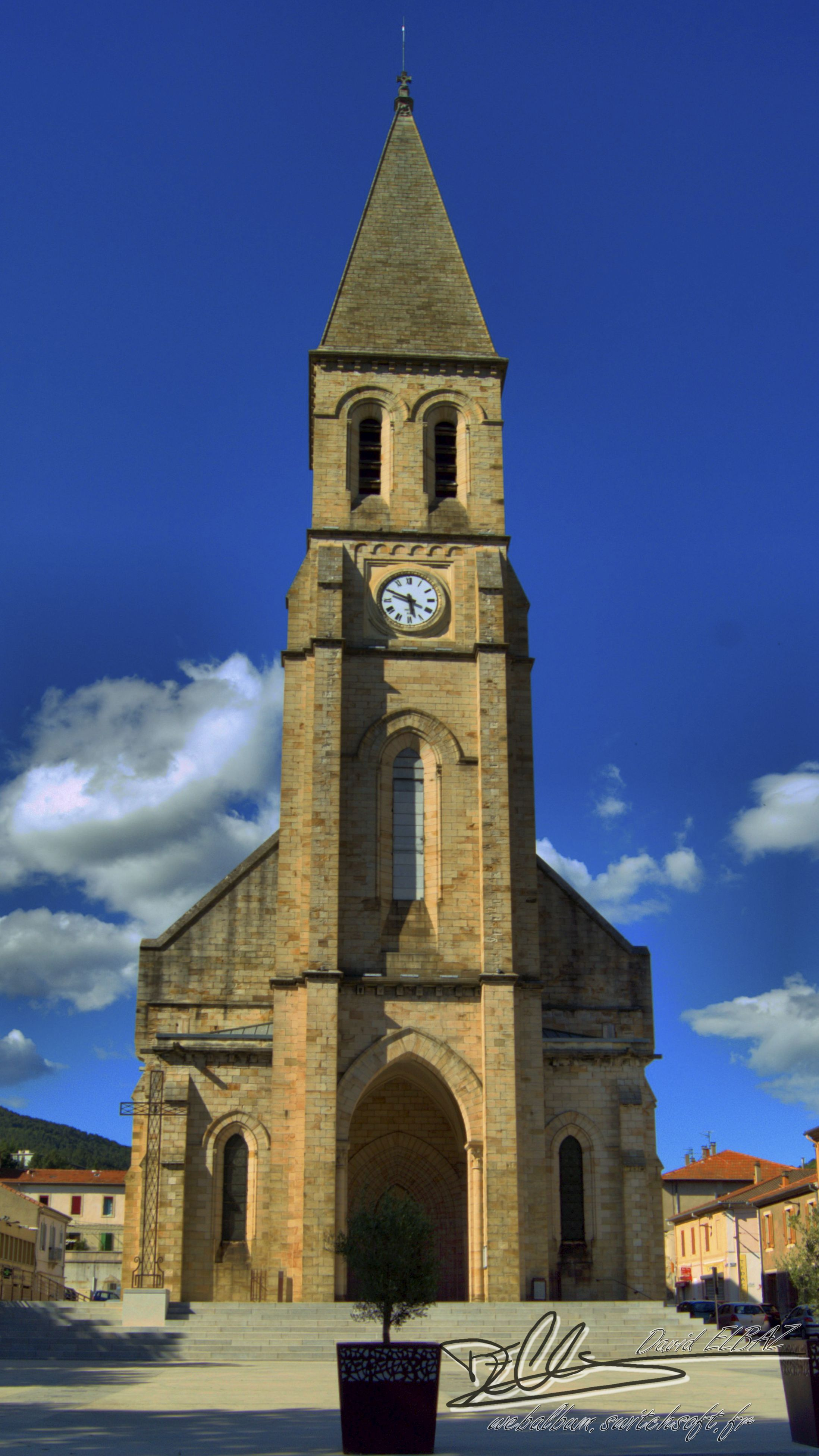
Église Notre-Dame-de-l'Immaculée-Conception.

- Église Saint-Vincent-de-Paul de Champclauson.
- Église Notre-Dame de l'Immaculée Conception dans le style ogival des églises de l'est de la France est édifiée de 1857 à 1864 en grès par la Compagnie des Mines par l'architecte Pierre Prosper Chabrol , architecte parisien de renom sous le Second Empire. Il s'agit de la plus vaste église catholique du département. Imposante nef de 71 mètres de longueur par 20 mètres de large, dont la hauteur atteint 23 mètres, sa charpente est métallique est de grande portée. Bel orgue Vincent Cavaillé-Coll datant de 1880 et très nombreux vitraux par Oudinot à Paris, conférant à l'édifice une belle luminosité. Son puissant clocher en façade à la flèche à 4 pans en pierre culmine à 55 mètres de hauteur.
- Mosquée Khadidja, lieu de culte pour musulmans
- Ruines de la chapelle Saint-Andéol de Trouillas.
- Temple protestant de Trescol ( 1868 ) possédant une colonnade en façade.

### Patrimoine culturel
- Musée du mineur : la « Maison du mineur » propose une rétrospective réaliste du travail et de l’univers des « mans negros pan blan » (mains noires mais pain blanc) sur l'ancien carreau du puits Ricard (dont le chevalement en béton a été conçu par Charles Tournay). Une découverte émouvante du patrimoine et de l’histoire du bassin minier de La Grand-Combe notamment dans la « salle des lavabos » appelée dans le Nord « salle des pendus » où les mineurs, avant la descente jusqu’à 800 mètres de profondeur, suspendaient leurs habits dans des paniers métalliques. On peut aussi, aux abords du puits Ricard, visiter la salle des machines électriques datant de 1935. Accompagnement facultatif par des guides, rencontre possible avec d'anciens mineurs dans la mesure de leur disponibilité.

### Patrimoine environnemental

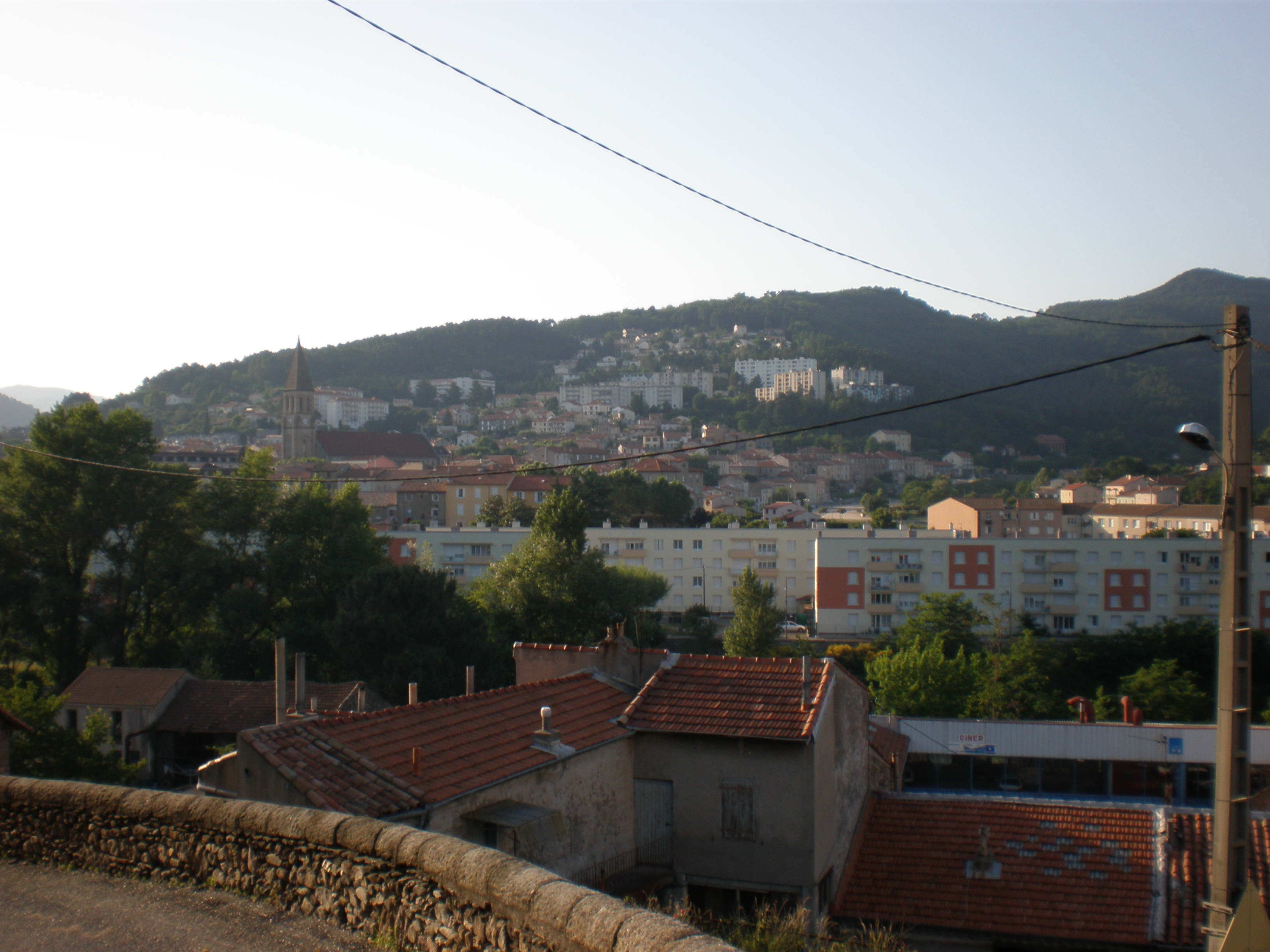
Vue de La Grand-Combe depuis Les Salles-du-Gardon.

- Barrage de Sainte-Cécile-d'Andorge : plan d'eau aménagé.

### Personnalités liées à la commune
- Mathieu Lacroix, poète maçon, d'origine nîmoise, dont la commune est la patrie d'adoption, est né à Nîmes en 1819 et mort à La Grand-Combe en 1864[53], un des premiers Félibres, ami de Frédéric Mistral et d'Alphonse Daudet qu'il initie aux vers provençaux quand ce dernier est au collège d'Alès (Gard). Mathieu Lacroix est le fils d'Anne Lacroix, fille mère, originaire de la commune de Rochegude. Ce poète ouvrier qui a connu une enfance difficile d'orphelin, a été publié de son vivant. Pauvro Martino qui raconte une tragédie minière, un coup de grisou, fut publié en 1855 par Casimir Bousquet, alors bibliothécaire de la ville de Marseille. La ville de La Grand-Combe avait érigé à Mathieu Lacroix un buste en 1899 du sculpteur Tony Noël, Grand Prix de Rome.
- Victor Fumat (1842-1907), ingénieur inventeur d'une lampe de mineur, chef d'exploitation de la Compagnie des mines de La Grand-Combe de 1864 à 1897.
- Léo Larguier (1878-1950), poète. Le collège de la ville porte son nom.
- Michel Rodde (1913-2009), artiste peintre né à la Grand-Combe. Il partagea avec Jean Commère le prix Othon-Friesz en 1952.
- René Rieubon (1918-2011), homme politique.
- Aimé Vielzeuf (1922 -2007) :  figure de la résistance durant la seconde guerre mondiale.
- Georges E. Delannoy (1922-2011), ingénieur en chef de la Cie des Mines de La Grand-Combe (1947-1964), directeur général des Houillères du Centre Midi (1981-1985).
- Jacques Lataste (1922-2011), escrimeur, double champion olympique, né à La Grand-Combe.
- Xercès Louis (1926-1978) : ancien international de football né en Martinique, il est mort à La Grand-Combe où il fut professeur de sport.
- Pierre Reinhart (1932-2011), religieux.
- Bernard Vielzeuf, géographe, né en 1939.
- Myriam Abel, chanteuse, née en 1981.
- Charles Tournay, ingénieur et architecte industriel belge spécialisé dans la construction de chevalements en béton armé, a réalisé celui du puits Ricard, il y est mort pendant la construction, d'une chute depuis le sommet.
- Marie Ivassich, une siffleuse née à La Grand-Combe, qui a remporté en 2012 dans la catégorie féminine  Allied Art (personnes sifflant avec leurs doigts) l'International Whistlers Convention (en), plus grande compétition mondiale de siffleurs, à Louisburg, en Caroline du Nord aux États-Unis[54], décorée de la médaille de la ville de la Grande Combe[55]

## Héraldique
| Blason de La Grand-Combe | Blason  | De sinople au pairle cousu de sable chargé, en chef, de deux pics affrontés et, en pointe, d'une lanterne de mineur, le tout d'or, et accompagné de trois châteaux du même ouverts et ajourés aussi de sable. |
| Blason de La Grand-Combe | Détails | Le statut officiel du blason reste à déterminer. |

Bien que la commune fut reconnue officiellement en 1846, son blason n'a été créé qu'en juin 1957, par un artiste peintre local, Marcel Feydédié ; les 3 châteaux sont : le château de Portes qui a été rénové, le château de Trouillas qui était encore visible en 1957 mais complètement en ruine 40 ans plus tard, situé sur la commune de Laval-Pradel, et le château de Trescol démoli probablement au XIXe siècle pour laisser place au puits de mine de Trescol.
L'emblème de la commune est inscrite sous le blason : « mans negros pan blan » (mains noires, pain blanc), cela faisait allusion au fait que les mineurs avaient les mains noires à cause du charbon, qui leur permettait de gagner suffisamment bien leur vie pour s'acheter du pain blanc.
- Notice de Marcel Feydédié: